# Cirripectes gilberti
Cirripectes gilberti är en fiskart som beskrevs av Williams, 1988. Cirripectes gilberti ingår i släktet Cirripectes och familjen Blenniidae. Inga underarter finns listade i Catalogue of Life.